# Arteria inferior posterior cerebelli

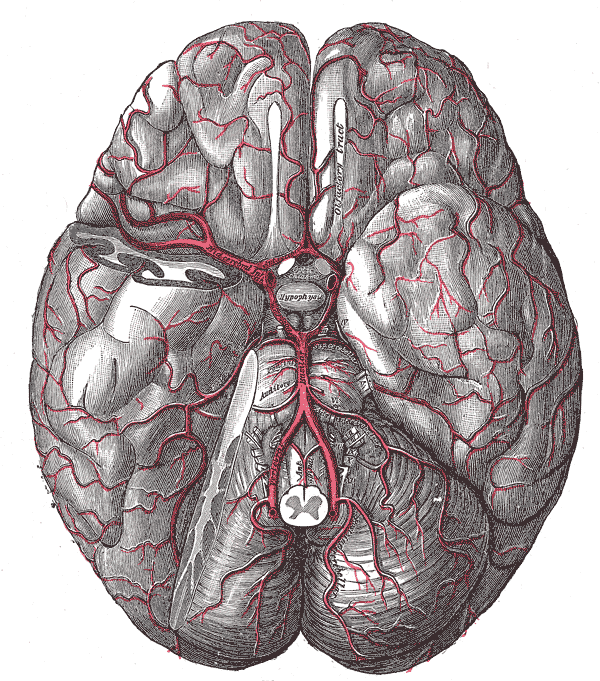
Ansicht des Gehirns von unten mit arteriellen Blutgefäßen.
Beidseits des in der Darstellung durchtrennten Rückenmarks (die schmetterlingsförmige Struktur) liegt die Arteria vertebralis, deren erster Abgang die Arteria inferior posterior cerebelli ist.

Die Arteria inferior posterior cerebelli (lateinisch „untere hintere Kleinhirnschlagader“; kurz PICA nach engl. posterior inferior cerebellar artery) ist ein paariges arterielles Blutgefäß und eines der hirnversorgenden Gefäße. Im Normalfall entspringt sie den Vertebralarterien (Arteriae vertebrales) kurz vor deren Zusammenfluss zur Arteria basilaris als deren kaliberstärkster Ast, umrundet die Medulla oblongata (verlängertes Mark) nach hinten in Richtung Kleinhirn und tritt dabei zwischen dem X. und dem XI. Hirnnerven hindurch. Neben der Versorgung des größten Teils der unteren Kleinhirnhemisphären und des Unterwurms sind kleinere Seitenäste auch für die Perfusion der hinteren und seitlichen Medulla oblongata zuständig.
Verlauf und Größe der Arteria inferior posterior cerebelli unterliegen einer ausgeprägten Variabilität. In etwa 10 % der Fälle geht sie direkt aus der Arteria basilaris hervor. 
Ein Verschluss der Arteria inferior posterior cerebelli führt zu einem Kleinhirninfarkt und kann – bei Verschluss proximal der Abzweigungen von Rami medullares mediales et laterales – durch zusätzliche Schädigung der dorsolateralen Medulla oblongata zu einem komplexen und variablen Symptombild, dem Wallenberg-Syndrom, führen.